# Guido Attilio Previtali
Guido Attilio Previtali OFM (* 24. Februar 1914 in Suisio, Königreich Italien; † 11. Dezember 1989) war ein italienischer Ordensgeistlicher und römisch-katholischer Apostolischer Vikar von Tripolis.

## Leben
Guido Attilio Previtali empfing am 2. Juli 1939 das Sakrament der Priesterweihe für die Ordensgemeinschaft der Franziskaner.
Am 5. Dezember 1958 wurde er zum Apostolischen Präfekten von Misurata ernannt.
Am 26. Juni 1969 wurde Guido Attilio Previtali zum Titularbischof von Sozusa in Libya und zum Apostolischen Vikar von Tripolis ernannt. Die Bischofsweihe spendete ihm am 7. September desselben Jahres in der Kathedrale St. Alexander in Bergamo der Bischof von Bergamo, Erzbischof ad personam Clemente Gaddi; Mitkonsekratoren waren der Bischof von Nicosia, Costantino Trapani OFM, und der Apostolische Vikar von Benghazi, Giustino Giulio Pastorino OFM.
Das Amt des Apostolischen Vikars von Tripolis bekleidete Bischof Guido Attilio Previtali bis zu seiner Emeritierung am 3. Mai 1985. Ferner verwaltete er vom 4. August 1969 bis zu seiner Emeritierung die vakante Apostolische Präfektur Misurata als Apostolischer Administrator.
Bischof Guido Attilio Previtali nahm als Konzilsvater an der zweiten, dritten und vierten Sitzungsperiode des Zweiten Vatikanischen Konzils teil.